# Fungiacyathus (Bathyactis) symmetricus
Fungiacyathus (Bathyactis) symmetricus is een rifkoralensoort uit de familie van de Fungiacyathidae. De wetenschappelijke naam van de soort is voor het eerst geldig gepubliceerd in 1871 door Pourtalès.